# Lá bào tử

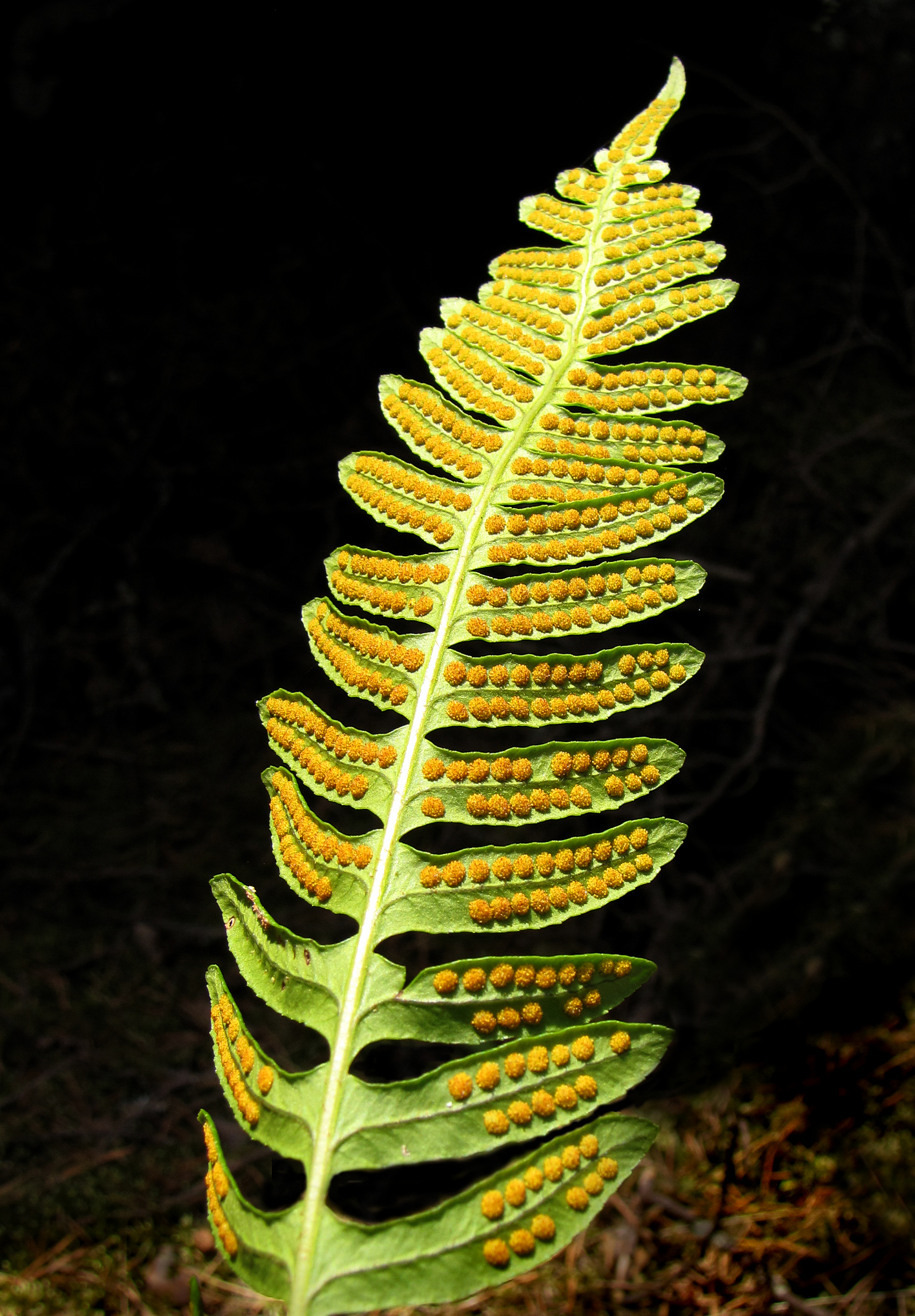
Các lá bào tử của dương xỉ. Nó là một lá màu mỡ mang cấu trúc sinh sản.

Một lá bào tử là một chiếc lá mang nang bào tử. Cả đại bao tử và vi bào tử đều có thể là lá bào tử. Ở thực vật dị hợp tử, các lá bào tử (cho dù chúng là vi bào tử hoặc đại bào tử) mang đại nang bào tử và do đó được gọi là đại lá bào tử, hoặc vi nang bào tử và được gọi là vi lá bào tử. Sự chồng chéo của các tiền tố và gốc làm cho các thuật ngữ này trở thành một tập hợp con đặc biệt phức tạp của danh pháp thực vật.
Các lá bào tử khác nhau rất nhiều về ngoại hình và cấu trúc, và có thể trông hoặc không giống với lá vô sinh. Các loài thực vật sản xuất bào tử bao gồm:
Alaria esculenta - tảo nâu cho thấy các lá bào tử được gắn gần gốc của tảo.
Thạch tùng, nơi các lá bào tử có thể được tổng hợp thành đoạn mầm (Selaginella và một số loài Lycopodium và các chi liên quan) hoặc phân bố đơn lẻ giữa các lá vô sinh (Huperzia). Nang bào tử được sinh ra ở nách hoặc trên bề mặt đồng trục của lá bào tử. Trong các thành viên không đồng nhất, đại lá bào tử và vi lá bào tử có thể được trộn lẫn hoặc tách ra trong một loạt các mẫu.
Dương xỉ, có thể tạo ra các lá bào tử tương tự như các lá mầm vô sinh hoặc có vẻ rất khác với các lá mầm vô sinh. Chúng có thể không quang hợp và thiếu lá chét điển hình (ví dụ Onoclea)
Tuế sản xuất đoạn mầm, cả sản xuất phấn hoa và sản xuất hạt, bao gồm các bào tử.
Ginkgo tạo ra các vi lá bào tử tổng hợp thành một đoạn mầm trong phấn hoa. Buồng trứng không được sinh ra trên túi bào tử.
Các loài cây lá kim, như Ginkgo và cycads, tạo ra các vi lá bào tử, được tổng hợp thành đoạn mầm trong phấn hoa. Tuy nhiên, không giống như các nhóm khác, noãn được tạo ra trên vảy hình nón, là những chồi biến đổi chứ không phải là bào tử.
Một số cây không tạo ra bào tử. Nang bào tử được sản xuất trực tiếp trên thân cây. Psilotum đã được giải thích là loài sản xuất bào tử (hợp nhất trong một synangium) trên đầu cuối của một thân cây. Equisetum luôn tạo ra đoạn mầm, nhưng các cấu trúc mang bào tử (cuống túi bào tử) đã được hiểu là thân cây biến dị. Các túi bào tử, mặc dù đã được thu hồi được hiểu là thiết bị đầu cuối.
Dây gắm sản xuất cả phấn hoa hợp chất và đoạn mầm trong hạt giống.